# Musique éthiopienne

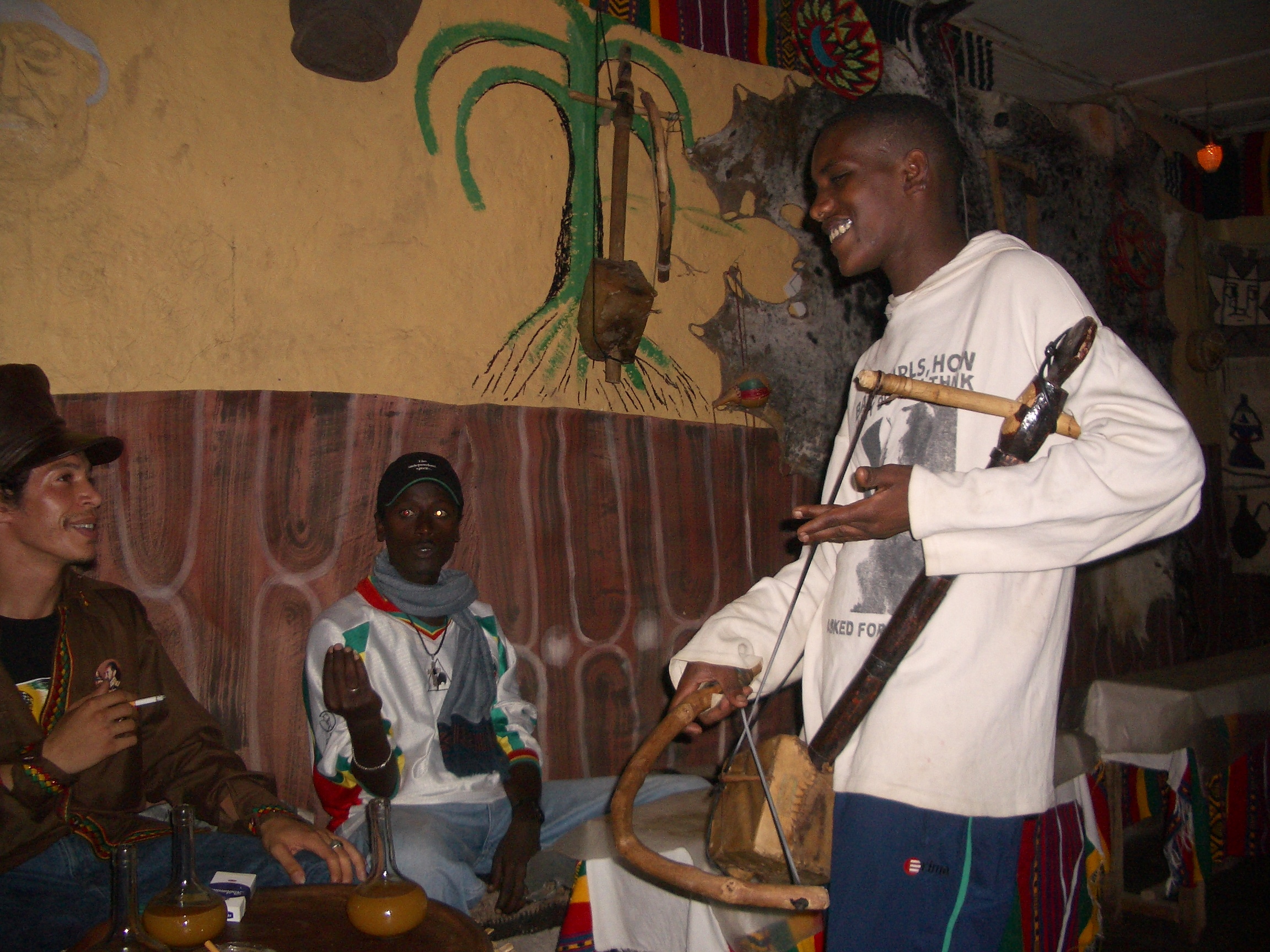
Un azmari (ménestrel éthiopien) jouant du Masenqo dans un bar à t'edj.

La musique éthiopienne est extrêmement diversifiée, chaque peuple d'Éthiopie développant ses propres sonorités. Certaines formes de musique traditionnelle sont fortement influencées par la musique folk d'autres régions de la Corne de l'Afrique, particulièrement la Somalie. L'influence du christianisme se ressent également. Au Nord-Est du pays, dans l'ancienne région de Wello, se développe une forme de musique islamique appelée manzuma initialement chantée en amharique pour s'étendre aux régions d'Harar et de Jimma où elle est maintenant chantée en oromo. Sur les plateaux d'Éthiopie la musique traditionnelle est jouée par des musiciens itinérants dénommé les azmaris qui sont considérés à la fois avec suspicion et respect dans la société éthiopienne.

## Théorie musicale
La musique éthiopienne des plateaux utilise un système modal particulier appelé qenet qui se décline sur quatre modes : tezeta, bati, ambassel et anchihoy. Trois modes complémentaires sont des variations des précédents, à savoir : tezeta minor, bati major et bati minor. Certaines chansons prennent d'ailleurs le nom de leur qenet. Lorsqu'ils sont joués sur des instruments traditionnels, ces modes ne sont généralement pas tempérés alors qu'en utilisant des instruments occidentaux comme le piano ou la guitare, ils sont joués en suivant les tempéraments occidentaux.
La musique éthiopienne est généralement monophonique ou hétérophonique. Elle est beaucoup plus rarement polyphonique.

## Instruments

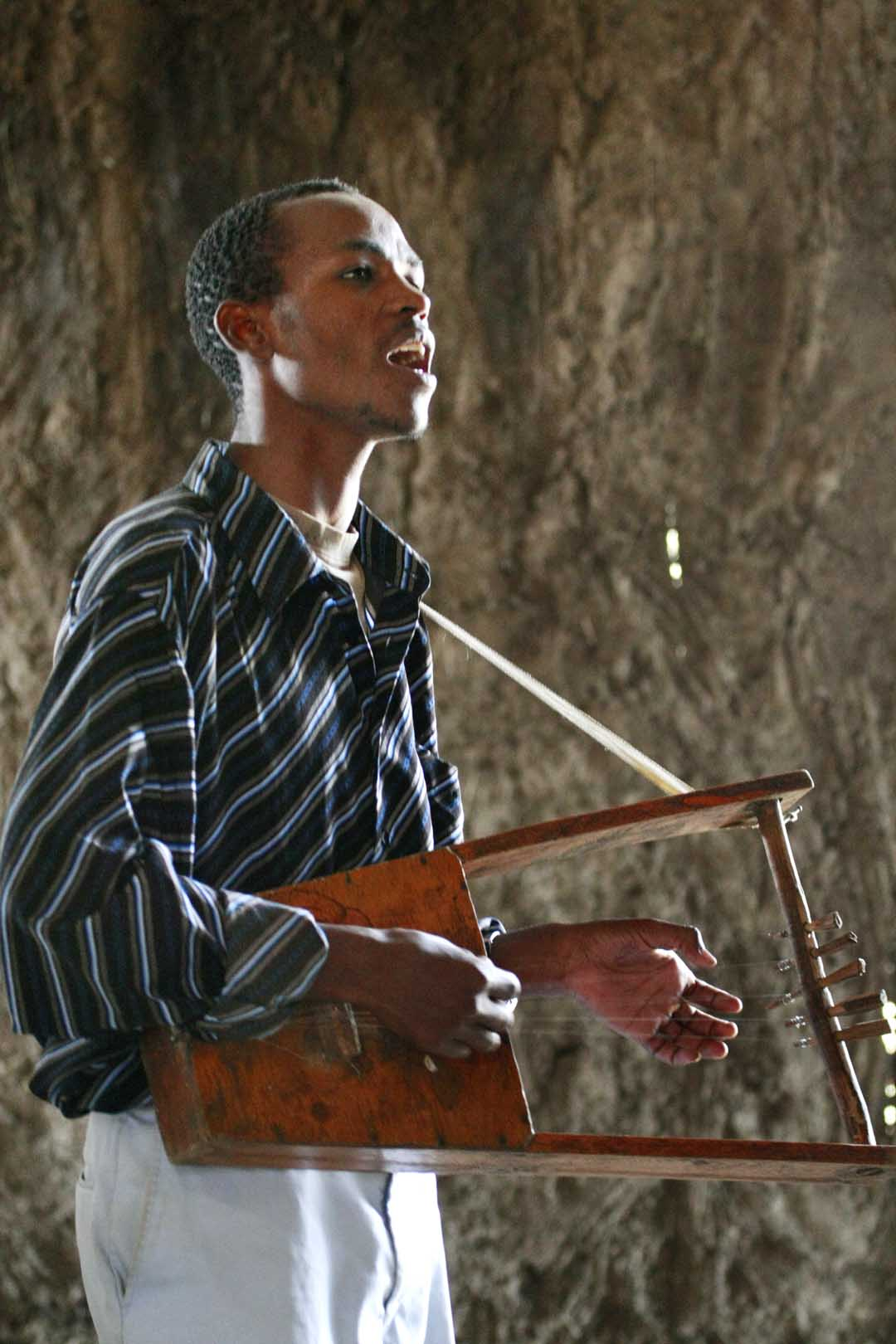
Musicien éthiopien jouant du krar.

Parmi les instruments à corde traditionnels, on peut citer : le masenqo, est un luth à une corde se jouant avec un archet, le krar (ou kirar), une lyre à six cordes, le kissar, un genre de lyre à cinq cordes, la begena qui est un type de harpe avec dix cordes, la dita, une lyre à cinq cordes, et l'arc musical à une corde. Il en existe une variante à trois cordes
La washint est une flûte de bambou assez répandue sur les plateaux d'Éthiopie. On trouve également dans certaines régions des sortes de trompettes comme le malakat et le holdudwa (dont la forme est proche du shophar) principalement dans le sud du pays. La flute embilta, qui n'a pas de trous et produit seulement deux tons, est généralement en métal au Nord et en bambou au sud. Chez les Konsos et d'autres peuples du sud, on joue la fanta, une espèce de flûte de Pan.
Au sein de l'église éthiopienne orthodoxe, la musique liturgique emploie le tsenatsel, un sistre. Historiquement, les églises rurales utilisaient le dawal, un genre de bâton fait de pierre ou de bois. Les falashas utilisent un petit gong appelé le qachel pour accompagner les chants liturgiques. Le toom, un idiophone fait de lamelles métalliques, est utilisé chez les Nuers, Anuaks, Majangirs, Surmas et autres groupes nilo-sahariens.
Le kebero est un large tambour utilisé dans la musique liturgique orthodoxe. Le nagarit, joué avec un bâton courbé, est en principe utilisé lors de cérémonies laïques alors qu'il a une fonction liturgique chez les falashas. Les Gouragués et d'autres peuples du sud jouent fréquemment de l'atamo, un petit tambour parfois fait d'argile.

## Musique populaire
En Éthiopie, la musique populaire est jouée, enregistrée et écoutée, la plupart des musiciens chantent aussi des chansons « traditionnelles » et la plus grande partie du public écoute à la fois de la musique populaire et « traditionnelle ». L'un des exemples de cette pratique de la musique populaire en Éthiopie est le brass band Arba Lijoch, dirigé par Kevork Nalbandian, et composé de quarante orphelins ayant fui l'Arménie sous le règne de Haïlé Sélassié. Ce groupe, arrivé à Addis-Abeba le 6 septembre 1924, est devenu le premier orchestre officiel d'Éthiopie. À la fin de la Seconde Guerre mondiale de grands orchestres accompagnaient les chanteurs. Les orchestres les plus connus furent ceux de l'armée, de la police et l'orchestre de la Garde impériale. Généralement, ces groupes étaient dirigés par des Européens ou des Arméniens à l'exemple principalement de Nersès Nalbandian, neveu de Kevork Nalbandian, qui de 1940 à 1974 eut une influence majeure sur la musique populaire éthiopienne.
Entre les années 1950 et 1970, de nombreux musiciens populaires ainsi que des chanteurs sont apparus comme Bizunesh Békélé, Mahmoud Ahmed, Alèmayèhu Eshèté, Telela Kebede, Hirut Bekele, Ali Birra, Ayalew Mesfin, Kiros Alemayehu, Muluken Melesse et Tlahoun Gèssèssè. Dans la musique traditionnelle on peut citer Alemu Aga, Kassa Tessema, Ketema Makonnen, Asnatqètch Wèrqu ou Mary Armede. À cette époque, le musicien le plus influent est sans doute l'inventeur de l'éthio-jazz, Mulatu Astatke
Durant les années 1980, le Derg dirigeait l'Éthiopie. L'émigration était devenue quasiment impossible. L'instauration de couvre-feu minait la vie musicale. De petites formations musicales ont tout de même percé comme Ethio Stars, Wallias Band et Roha Band, et des musiciens comme Selam Woldemariam (en), Hamelmal Abate ou Neway Debebe . Le chanteur du Roha Band, Neway Debebe, était particulièrement populaire. avec des chansons comme Yetekemt Abeba, Metekatun Ateye, Safsaf et Gedam, entre autres. Il a d'ailleurs contribué à populariser l'utilisation du seminna-werq (cire et or, une forme poétique de double sens) dans la musique, permettant ainsi aux chanteurs de critiquer le gouvernement sans risquer la censure. C’était aussi l’époque de l’introduction des synthétiseurs qui, avec leurs fonctions multiples (boîte à rythmes, ligne de basse, cordes, cuivres, etc.), ont donné un son bien particulier à la musique éthiopienne mais ont accélèré aussi la fin des grandes formations,.
La réédition à Bruxelles en 1986 de l'album Erè Mèla Mèla de Mahmoud Ahmed est suivi d'un grand succès en Occident et permet de faire connaître et diffuser le « groove éthiopien » hors de ses frontières. Dans les années 1990, la rééditions de tous les artistes de l'éthio-jazz dans la collection Éthiopiques de Buda Musique en France, créée par Francis Falceto, permet une plus large diffusion et assure un succès croissant de ce type de musique éthiopienne.

## Musique contemporaine
Aster Aweke est l'une des chanteuses éthiopiennes les plus populaires, originaire de Gondar. Elle a vécu un temps à Los Angeles, en Californie, tout en participant à quelques concerts dans son pays, puis se réinstalle définitivement à Addis-Abeba. Le 9 mai 2009, elle joue ainsi devant une foule de 10 000 spectateurs lors du concert La Paix par l'Unité, à côté d'autres musiciens éthiopiens.
La musique du Tigré et d'Érythrée se diffuse également en Éthiopie et parmi les exilés, notamment en Italie. Une autre évolution est le développement du bolel, un genre de blues, joué par des azmaris dans certains quartiers d'Addis-Abeba, particulièrement à Yohannès Sefer et Kazentchis, avec des musiciens comme Tigist Assefa, Tedje ou Admassou Abate.
Une chanteuse comme Gigi a su également acquérir une renommée internationale. Avec ses concerts, entourée de musiciens de jazz comme Bill Laswell (qui est aussi son époux) et Herbie Hancock, Gigi a rendu la musique éthiopienne populaire, notamment aux États-Unis où elle vit désormais.
De nouveaux genres musicaux, populaires dans les pays occidentaux, tels que le rock, le rap, l'electronic dance music et le hip-hop sont introduits dans les années 2010. Un groupe comme Jano Band (en) s'inscrit dans une influence rock. La musique hip-hop a commencé à influencer la musique éthiopienne entre le début et le milieu des années 2000 et a culminé avec la création du hip-hop éthiopien, rimé dans la langue maternelle amharique. Les premiers et les plus influents rappeurs du hip hop éthiopien ont été Teddy Yo et Lij Michael, qui ont connu un plus grand succès commercial. Le succès du Jano Band et de Lij Michael a conduit à leur inclusion dans l'édition 2017 du Coke Studio Africa. En 2018, un jeune artiste nommé Rophnan a présenté au pays sa propre version de la musique de danse électronique, remportant le prix de l'album de l'année.